# Michael Sheen

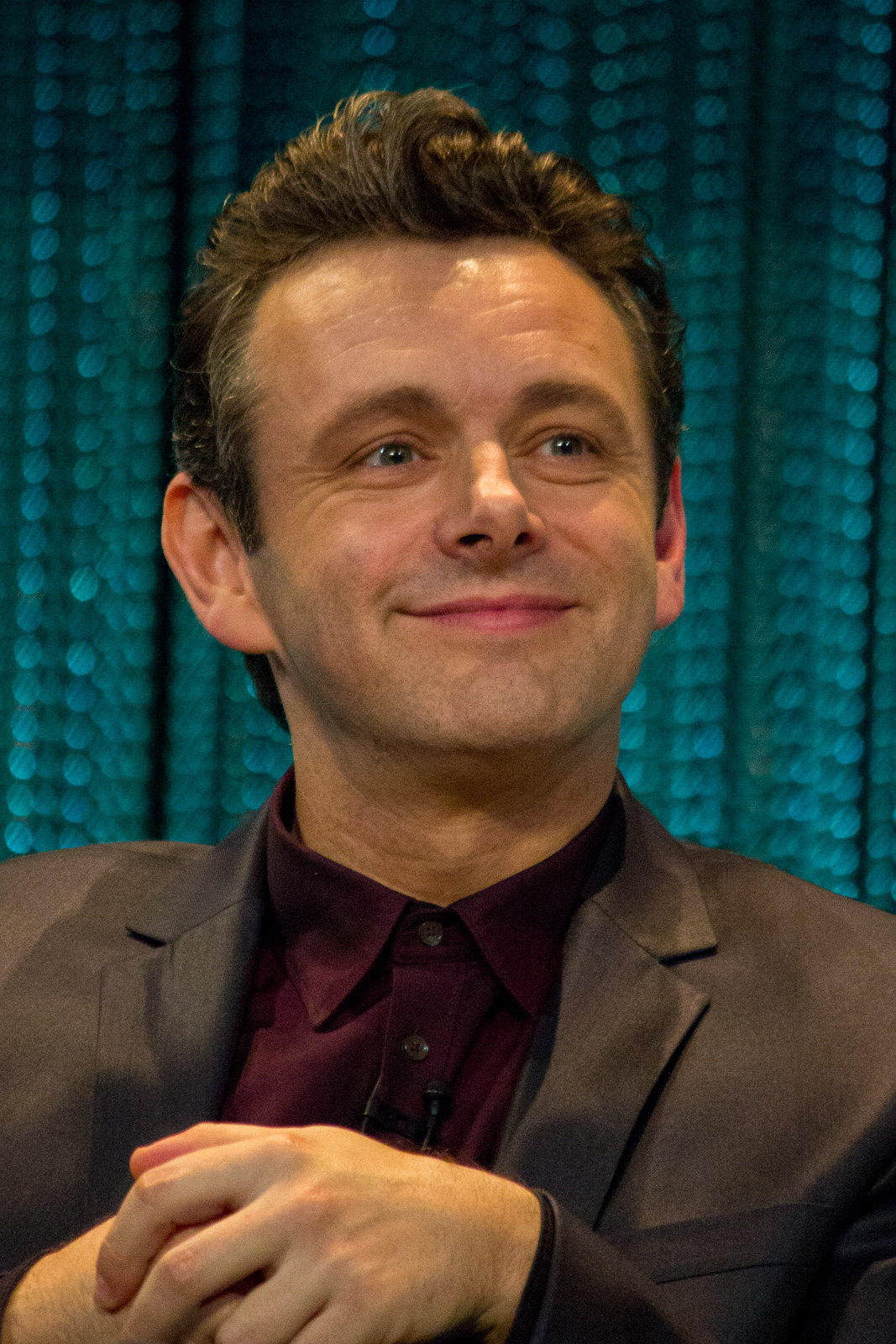
Michael Sheen 2014.

Michael Christopher Sheen, före detta OBE, född 5 februari 1969 i Newport i Wales, är en brittisk skådespelare, producent och politisk aktivist. Efter utbildning vid Londons Royal Academy of Dramatic Art (RADA), arbetade han främst inom teater under hela 1990-talet och gjorde anmärkningsvärda scenframträdanden i Romeo och Julia (1992), Peer Gynt (1994), Måsen (1995), The Homecoming (1997) och Henry V (1997).
Sheen har blivit mer känd som filmskådespelare sedan 2000-talet, särskilt genom sina roller i olika biografiska filmer. Han spelade huvudrollen i en trilogi av filmer som Storbritanniens premiärminister Tony Blair: tv-filmen The Deal år 2003, följt av The Queen (2006) och The Special Relationship (2010). Han spelade huvudrollen som den kontroversielle fotbollschefen Brian Clough i The Damned United (2009).
År 2018 spelade Sheen rollen som Roland Blum i säsong 3 av TV-serien The Good Fight. I september 2019 började Sheen spela rollen som Martin Whitly i TV-serien Prodigal Son.

## Privatliv
Sedan 2004 är Sheen bosatt i USA. Mellan 1995 och 2003 hade han ett förhållande med skådespelaren Kate Beckinsale. Deras dotter föddes 1999. Han har en relation med den svenska skådespelerskan Anna Lundberg och tillsammans har de två barn födda 2019 respektive 2022.

## Filmografi

### Film
| År   | Titel                                                         | Roll                    | Anteckningar                              |
| ---- | ------------------------------------------------------------- | ----------------------- | ----------------------------------------- |
| 1995 | Othello                                                       | Lodovico                |                                           |
| 1996 | Mary Reilly                                                   | Bradshaw                |                                           |
| 1997 | Wilde                                                         | Robbie Ross             |                                           |
| 2002 | The Four Feathers                                             | William Trench          |                                           |
| 2003 | Bright Young Things                                           | Miles                   |                                           |
| 2003 | Underworld                                                    | Lucian                  |                                           |
| 2003 | Timeline                                                      | Lord Oliver de Vannes   |                                           |
| 2003 | The Deal                                                      | Tony Blair              |                                           |
| 2004 | Laws of Attraction                                            | Thorne Jamison          |                                           |
| 2005 | Kingdom of Heaven                                             | Präst                   |                                           |
| 2006 | The Queen                                                     | Tony Blair              |                                           |
| 2006 | Blood Diamond                                                 | Rupert Simmons          |                                           |
| 2008 | Frost/Nixon                                                   | David Frost             | Film nominerad till fem Oscar-utmärkelser |
| 2009 | Underworld: Rise of the Lycans                                | Lucian                  |                                           |
| 2009 | The Damned United                                             | Brian Clough            |                                           |
| 2009 | The Twilight Saga: New Moon                                   | Aro                     |                                           |
| 2010 | Unthinkable                                                   | Yusuf / Steven Arthur   |                                           |
| 2010 | Alice i Underlandet                                           | Den vita kaninen (röst) |                                           |
| 2010 | Tinker Bell and the Great Fairy Rescue                        | Dr Griffiths (röst)     |                                           |
| 2010 | Tron: Legacy                                                  | Castor / Zuse           |                                           |
| 2010 | Special Relationship                                          | Tony Blair              |                                           |
| 2011 | Midnatt i Paris                                               | Paul                    |                                           |
| 2011 | Beautiful Boy                                                 | Bill Carroll            |                                           |
| 2011 | The Twilight Saga: Breaking Dawn - Part 1                     | Aro                     |                                           |
| 2011 | Resistance                                                    | Tommy Atkins            |                                           |
| 2012 | Jesus Henry Christ                                            | Slavkin O'Hara          |                                           |
| 2012 | The Twilight Saga: Breaking Dawn - Part 2                     | Aro                     |                                           |
| 2013 | Admission                                                     | Mark                    |                                           |
| 2014 | The Adventurer: The Curse of the Midas Box                    | Kapten Will Charity     |                                           |
| 2014 | Kill the Messenger                                            | Fred Weil               |                                           |
| 2015 | Far from the Madding Crowd                                    | William Boldwood        |                                           |
| 2016 | Alice i Spegellandet                                          | Den vita kaninen (röst) |                                           |
| 2016 | Nocturnal Animals                                             | Carlos                  |                                           |
| 2016 | Norman: The Moderate Rise and Tragic Fall of a New York Fixer | Philip Cohen            |                                           |
| 2016 | Passengers                                                    | Arthur                  |                                           |
| 2017 | Home Again                                                    | Austen                  |                                           |
| 2017 | Brad's Status                                                 | Craig Fisher            |                                           |
| 2018 | Apostle                                                       | Malcolm Howe            |                                           |
| 2018 | Slaughterhouse Rulez                                          | "The Bat"               |                                           |
| 2019 | How to Build a Girl                                           | Sigmund Freud           |                                           |
| 2020 | Dolittle                                                      | Mudfly                  |                                           |

### Tv
| År        | Titel                            | Roll                         | Anteckningar            |
| --------- | -------------------------------- | ---------------------------- | ----------------------- |
| 1993      | Maigret                          | Philippe                     |                         |
| 2006      | Romerska rikets uppgång och fall | Nero                         |                         |
| 2010      | 30 Rock                          | Wesley Snipes                | 4 avsnitt               |
| 2013–2016 | Masters of Sex                   | William Masters              | Även producent          |
| 2018      | Animals                          | Trotts / Motts (röst)        | 2 avsnitt               |
| 2019      | The Good Fight                   | Roland Blum                  | 7 avsnitt               |
| 2019      | Pobol y Cwm                      | Dr Hughes                    | Gästroll                |
| 2019–     | Good Omens                       | Aziraphale                   | 12 avsnitt              |
| 2019–2021 | Prodigal Son                     | Dr. Martin Whitly            | Huvudroll               |
| 2020      | Quiz                             | Chris Tarrant                | Miniserie i tre avsnitt |
| 2020–2023 | Staged                           | Michael                      | Även exekutiv producent |
| 2024      | En kunglig skandal               | Prins Andrew, hertig av York |                         |

## Utmärkelser
- Officer av Brittiska imperieorden
- James Joyce-priset

[Redigera Wikidata]